# Krüger (Fernsehreihe)
Krüger ist eine deutsche Fernsehreihe, die seit 2015 im Ersten ausgestrahlt wird. In der Hauptrolle ist Horst Krause als Berliner Rentner Paul Krüger. Die Fernsehreihe wird in unregelmäßigen Abständen ausgestrahlt.

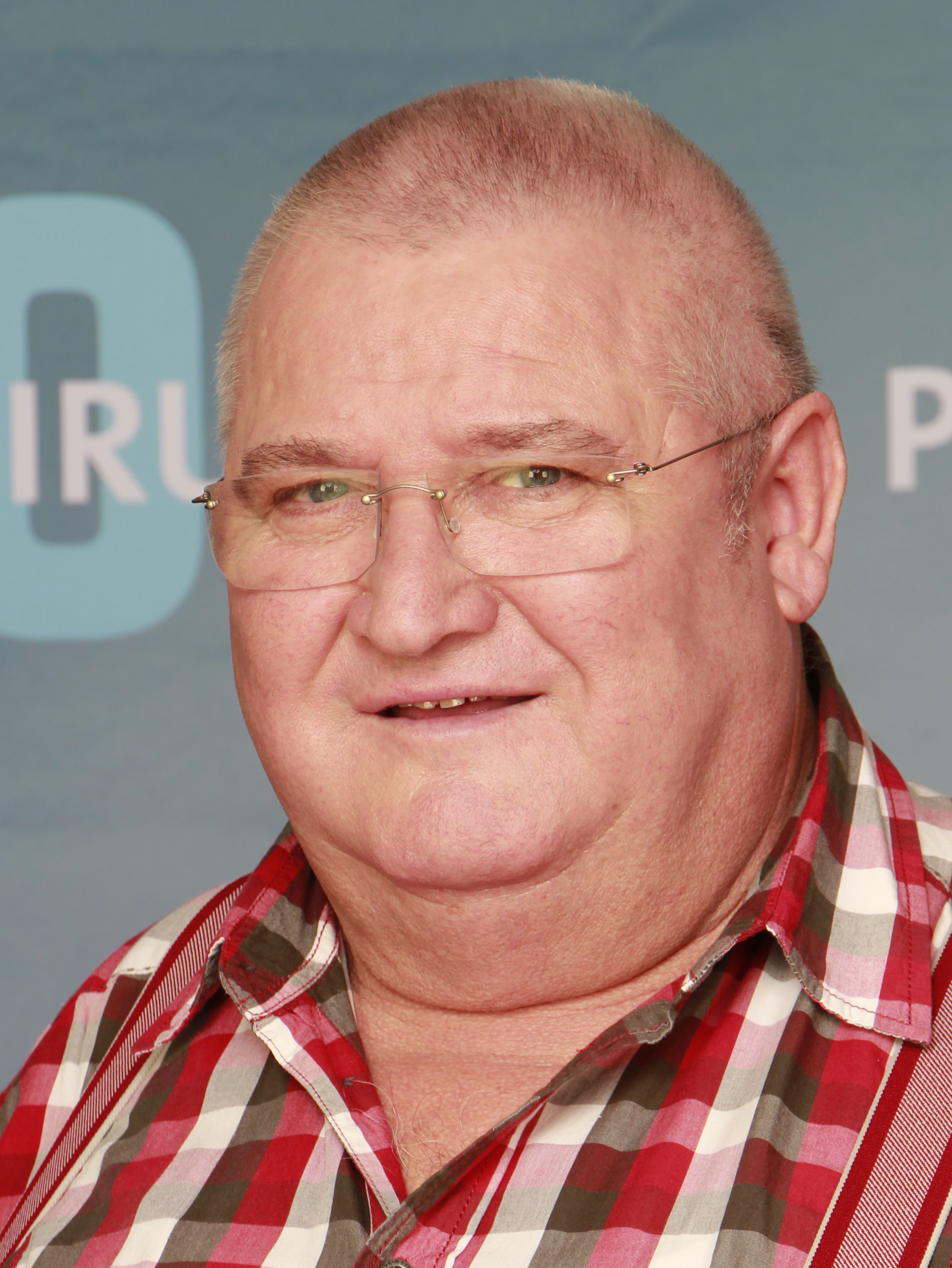
Horst Krause (2012)

## Handlung
Rentner Paul Krüger will eigentlich nur seine verdiente Altersruhe genießen. Die meiste Zeit verbringt er mit seinen Freunden Bernd und Ekki in ihrer Stammkneipe „Am Flachbau“, die von Wirtin Karin betrieben wird und mit der die drei freundschaftlich verbunden sind. Mit der Ruhe ist es aber nicht weit her, denn immer wieder treibt es ihn ins Ausland, wo er Probleme zu lösen hat, die ihn selbst, seine Familie oder auch seine Freunde betreffen.

## Besetzung
| Schauspieler     | Rollenname  | Position                                                  | Episoden | Zeitraum  |
| ---------------- | ----------- | --------------------------------------------------------- | -------- | --------- |
| Horst Krause     | Paul Krüger | Rentner in Berlin und Stammtischfreund von Bernd und Ekki | 1–       | 2015–     |
| Marie Gruber     | Karin       | Betreiberin der Stammkneipe „Am Flachbau“                 | 1        | 2015      |
| Manon Straché    | Karin       | Betreiberin der Stammkneipe „Am Flachbau“                 | 2–       | 2018–     |
| Fritz Roth       | Bernd       | Stammtischfreund                                          | 1–4      | 2015–2020 |
| Jörg Gudzuhn     | Ekki        | Stammtischfreund                                          | 1–       | 2015–     |
| Anna Unterberger | Annie       | Enkelin von Paul Krüger                                   | 1        | 2015      |
| Anna Hausburg    | Annie       | Enkelin von Paul Krüger                                   | 2–3      | 2018      |
| Floriane Daniel  | Susanne     | Tochter von Paul Krüger                                   | 1–3      | 2015–2018 |
| Karim Günes      | Deniz       | Freund, später Ehemann von Annie                          | 1        | 2015      |
| Emre Aksizoglu   | Deniz       | Freund, später Ehemann von Annie                          | 2        | 2018      |

## Episodenliste
| Nr. | Originaltitel         | Erstausstrahlung | Regie                | Drehbuch             |
| --- | --------------------- | ---------------- | -------------------- | -------------------- |
| 1   | Krüger aus Almanya    | 11. Apr. 2015    | Marc-Andreas Bochert | Elke Rössler         |
| 2   | Krügers Odyssee       | 5. Jan. 2018     | Marc-Andreas Bochert | Ulla Ziemann         |
| 3   | Küss die Hand, Krüger | 10. März 2018    | Marc-Andreas Bochert | Marc-Andreas Bochert |
| 4   | Kryger bleibt Krüger  | 18. Jan. 2020    | Marc-Andreas Bochert | Ulla Ziemann         |

## Kritik
„Im vierten und bislang besten Reiseabenteuer der „Krüger“-Reihe schickt Marc-Andreas Bochert seinen Titelhelden und dessen Freunde ins Nachbarland Tschechien: Der von Horst Krause unnachahmlich verkörperte Ur-Berliner hat in seiner Geburtsstadt Krygovice eine Brauerei geerbt. Eigentlich will er das Erbe ausschlagen, aber wenn die Chinesen den Betrieb ersteigern, werden sie ihn abreißen; dann hat der halbe Ort keine Arbeit mehr. Wie in allen Filmen der Reihe macht es großen Spaß, den Schauspielern bei ihrem Schaffen zuzuschauen. Natürlich finden sich auch in „Kryger bleibt Krüger“ (Degeto / Provobis) genügend Gelegenheiten, um Land & Leute vorzustellen. Trotz der heiteren Dialoge und vieler witziger Situationen geht es zumindest hintergründig mit der Vertreibung der Deutschen nach dem Zweiten Weltkrieg um ein ernstes Thema. Genauso wichtig wie die schönen Bilder ist die Musik, die enorm gute Laune verbreitet. Sogar die biografischen Hintergründe stimmen.“